# Шене-Буса
Шене-Буса (рос. Шэнэ-Буса) — улус Заіграєвського району, Бурятії Росії. Входить до складу Сільського поселення Ількінське.
Населення — 416 осіб (2015 рік).